# 国鉄コキ9000形貨車
国鉄コキ9000形貨車（こくてつコキ9000がたかしゃ）は、日本国有鉄道（国鉄）に在籍した25 t 積みフレキシバン方式コンテナ車である。

## 概要
1966年（昭和41年）にチキ9000形（チキ9000）を種車としてフレキシバン方式コンテナ車が製作された。形式名は新形式名であるコキ9000形（コキ9000）と定められた。チキ9000形は1960年（昭和35年）に汽車製造がフルハーフインターナショナル社と技術提携の上1両のみ製作された車両である。
本コンテナ車専用C92形コンテナを最大2個積載可能であった。このため本コンテナ車の製作に合わせ9000形コンテナ全数（2個）を改造の上購入し、形式名はC92形と定められた。C92形は自重2.5 t の10 t 積みコンテナであった。
コンテナ荷役の際フォークリフト、クレーン等の機械を使用することなく道路上をC92形コンテナを輸送してきた特殊トラクターのみで本コンテナ車への積み込み、積み下ろしが可能であった。この方式は1961年（昭和36年）に製作されたシキ1形にて既に行われていた方式であり2番目の採用となった。
塗色は、青15号であり、全長は14,900 mm、全幅は2,500 mm、全高は1,740 mm、台車中心間距離は8,700 mm、自重は17.5 t、換算両数は積車3.5、空車1.8、最高運転速度は85 km/h、台車は12 t 短軸を使用したTR63Eである。
1986年（昭和61年）に廃車となり同時に形式消滅となった。その後沼津貨物駅構内に留置されていたが2014年(平成26年)頃に解体され現存しない。